# Schlacht von Lutetia
Arar – Bibracte – Elsass – Axona - Sambre – Octodurum – Avaricum – Gergovia – Lutetia – Armançon – Alesia – Uxellodunum
Als Schlacht von Lutetia wird ein Gefecht während der Eroberung Galliens durch Gaius Iulius Caesar bezeichnet.

## Vorgeschichte
Im Frühling 52 v. Chr. erreichte die gallischen Häuptlinge ein verzweifelter Hilferuf ihrer Stammesbrüder aus Lutetia, dem späteren Paris. Der römische Feldherr Titus Labienus zog mit seinen Legionen gegen die Stadt. Die Gallier entschieden, dass der erfahrene, wenn auch alte, Krieger Camulogenus mit 24.000 Mann den Parisiern, dem gallischen Stamm, der Lutetia bewohnte, zu Hilfe kommen sollte. Das Oppidum Lutetia lag auf einer Insel in der Seine. Schon damals war es eine bedeutende Stadt, die sehr gut zu verteidigen war.

## Die Schlacht
Um den römischen Legionären das Vorrücken zu erschweren, zerstörten die Gallier alle Brücken, die nach Lutetia führten. Als sich Labienus näherte, bezog das gallische Heer Stellung. Die Römer mussten erst die Sümpfe an den Ufern des Flusses Essonne durchqueren und genau dort griffen die Gallier an. Da die Römer im Schlamm feststeckten und sich nur schwer verteidigen konnten, befahl Labienus den Rückzug. Doch im Schutze der Nacht kehrten die Römer in 50 Booten zurück, die sie zuvor im Ort Melum gekapert hatten. Bei Tag griff er die Gallier dann auf dem Hügel Sainte-Genevieve an. Labienus teilte sein Heer in drei Gruppen und schickte sie an verschiedene Orte und zwang Camolugenus so, seine Männer ebenfalls aufzuteilen. Bei Vaugirard griff Labienus dann an. Die Gallier kämpften tapfer, aber die Römer waren stärker und entschieden die Schlacht für sich.

## Folgen
In dieser Schlacht wurden Camolugenus und alle seine Männer getötet. Lutetia fiel an die Römer und Caesar war wieder einen Schritt näher an einem Gesamtsieg in diesem Krieg.